# 11427 Willemkolff
11427 Willemkolff là một tiểu hành tinh vành đai chính với chu kỳ quỹ đạo là 2059.2584805 ngày (5.64 năm).
Nó được phát hiện ngày 24 tháng 9 năm 1960.